# 무당

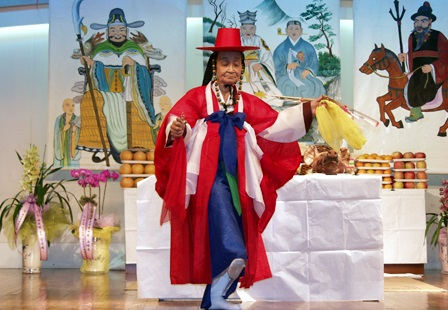
경기도 도당굿의 안주인 무당 오수복씨가 성난 망자들의 넋을 달래는 제사를 지낸다.

무당은 동아시아 한자문명권의 샤머니즘인 무속에 종사하는 샤먼(여성 무속인)을 말한다. 굿판에서 무당은 신의 대리자로서 역할을 한다. 무당은 통상 여성 무속인을 뜻하며 무인(巫人)·무(巫)·무녀(巫女)·단골·심방 등으로 불린다. 남성 무속인을 지칭할 때는 격(覡)· 박수·무격(巫覡)·화랭이·양중 등으로 일컬어진다.

## 개념

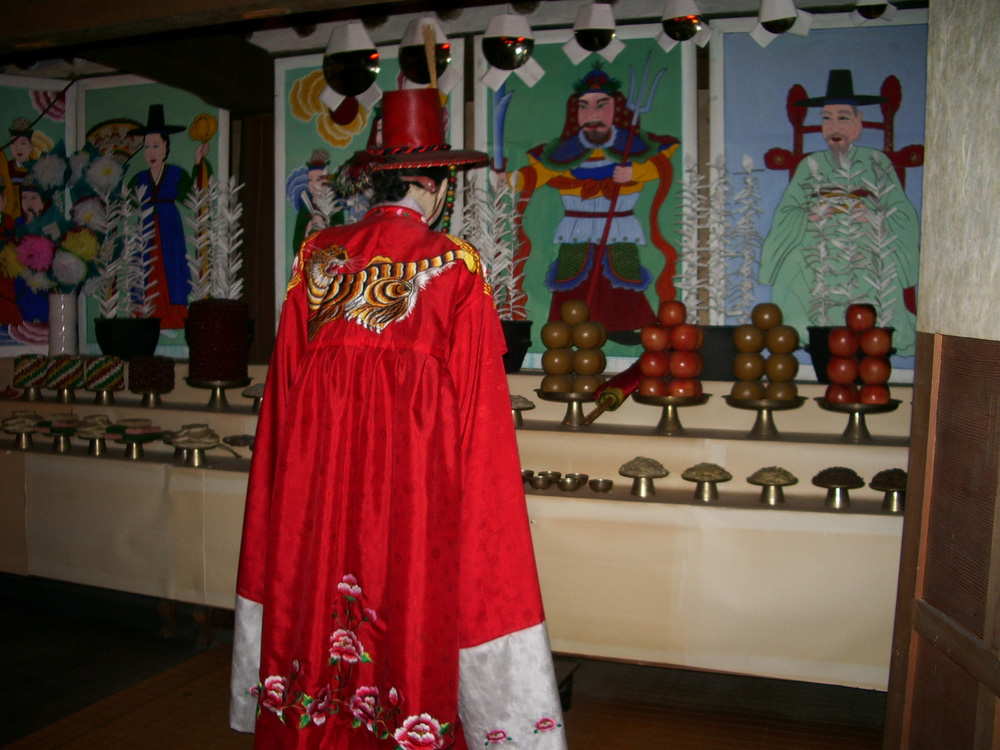
제단 앞에선 무당

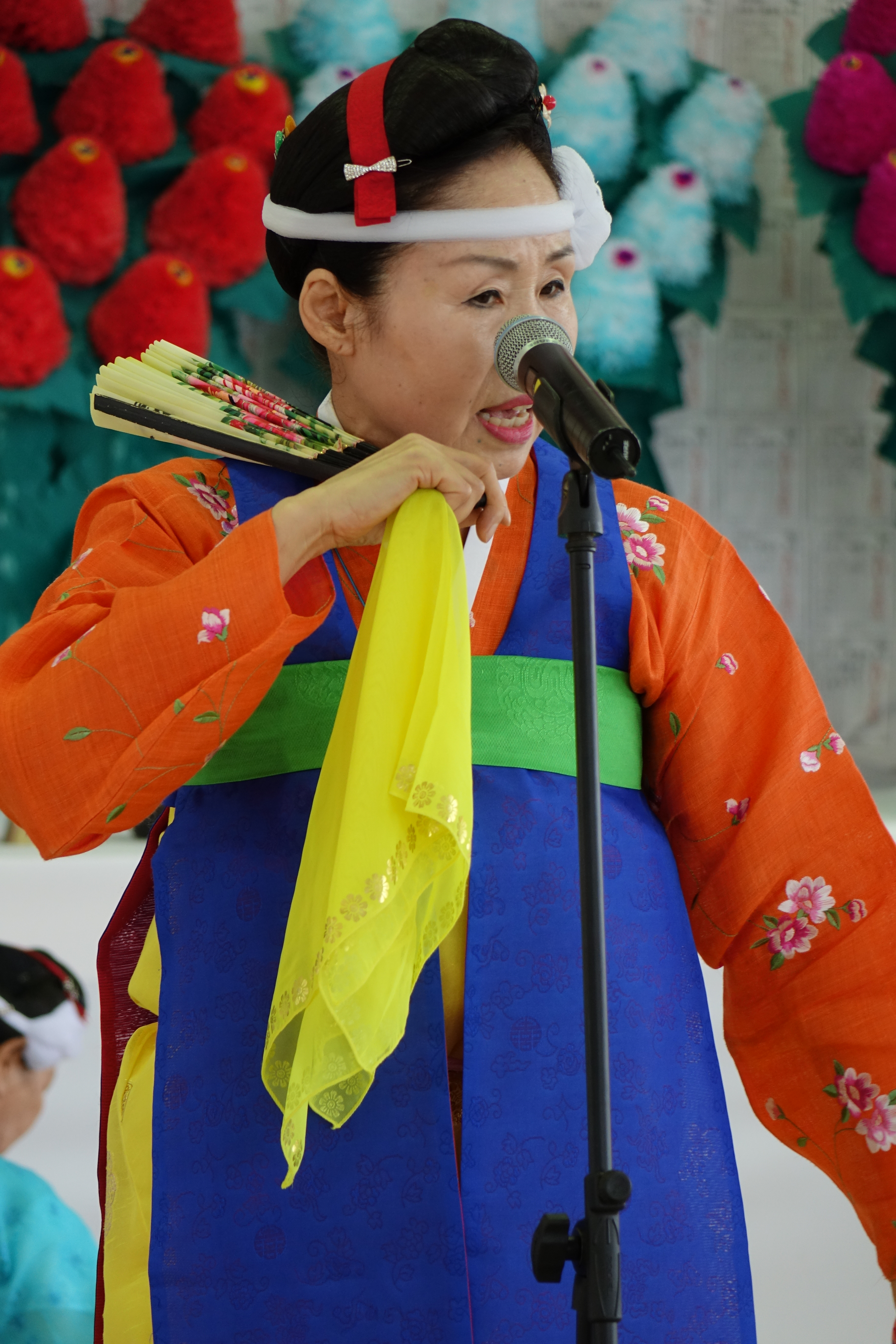
2016년 6월 8일 강릉단오제에서 굿을 하고 있는 무당

무당은 한국의 샤머니즘 성격의 전통종교인 무(巫)(무속)의 샤먼(Shaman, 신령과 사람을 잇는 중재자)이다. 하지만 엄밀하게 말하면 무당은 장군 신(최영 장군)이나 왕자 신(사도세자)등의 신령과 인간을 연결하는 중재자 역할 외에도 미래의 일을 내다보는 예언(予言)기능과 치병(治病)기능도 있어서 조선시대에도 무당들은 일종의 의사로 대우받았다.

## 종류와 역사
무당은 보통 무(巫)의 여성 샤먼을 부르는 말이며, 남자의 경우는 박수 또는 무격이라 한다. 크게 강신무와 세습무로 나뉘며, 강신무는 무병(巫病)을 앓고 신내림을 받는 즉, 신령을 몸주신으로 모시게 되는 굿인 내림굿을 통해 일반인에서 무당으로 각성한 무당이고, 세습무는 조정래의 대하소설 《태백산맥》에 나오는 무당 소화처럼 무당 집안에서 대대로 무당일을 해온 무당으로, 전통적으로 강신무는 이북, 세습무는 이남에서 전해져 왔다.
현재 북한에서는 조선민주주의인민공화국이 수립된 때부터 1965년까지 있었던 종교말살정책으로 무당의 맥도 함께 거의 끊겼고, 남한에서는 대한민국이 수립된 이후에 세습무들이 무속을 미신으로 매도한 박정희 유신군부의 무속 탄압으로 자신들의 무당 과거를 감추려 함에 따라 한국 전쟁 때 대한민국으로 내려온 강신무들과 그 이후에 대한민국에서 생겨난 강신무들이 현재 무당의 주류이다.
설화에 따르면 한국 무당의 시조는 바리공주이다.

## 한국 무속의 특징
한국의 도시에서는 승려나 사원을 거의 볼 수 없으며, 한국의 제식에는 신전(神殷)이 존재하지 않는다. 한국의 마을 축제에서 이국의 축제 행렬에서라면 쓰일 법한 미꼬시(神輿, 가마 형태)나 우상을 본다는 것은 기대하기 어렵다. 한국의 결혼식이나 장례식에서 승려가 축복을 기원하여 주는 경우는 없다. 어떠한 형태로든지 간에 신앙의 권위를 지니는 종교 예식이나 성전을 한국에서는 볼 수 없다는 것 등이다.

## 전해오는 이야기
고대 부족 국가에 있어서의 ‘무’는 제의를 주재하고 정치를 하는 통치자의 기능을 발휘하였다. 그러나 점차 사회가 분화되어 제(祭)와 정(政)이 분리되면서 무(巫)는 사제 기능 만을 담당하게 되었다. 이러한 무의 기능 중 가장 중요한 것은 누구나 함부로 범접할 수 없는 권력 즉, 사제·치병·예언 및 유희적 기능이었다.
이것은 환웅 · 단군의 선사시대처럼 제정일체시기를 거쳐 삼국시대의 관상감(観象監), 고려의 태사국(太史局), 조선의 서운관(書雲観) 등이 이러한 직제의 하나였다는 것으로 증명할 수 있다. 여기에 소속되었던 일관(日官)·일자(日者)·무사(巫師)·점자(占者) 등은 모두가 예언의 기능을 인정받았던 무인이었던 것이다.
또한 고구려 유리명왕 때 (기원전 1년 9월) 왕이 병에 걸렸을 때 무당의 말을 듣고 그대로 행하여 병이 나았다는 기록이 ≪삼국사기≫에 전하고 있다.
무의 치병 기능은 조선 사회에서도 여전히 발휘되었다. 세종 때 열병이 유행하게 되자 세종은 무격들을 동원 시켜 병을 고치도록 하였다. 그리고 구병 활동에 힘쓰지 않는 무격들을 크게 논죄하는 한편, 구병에 힘쓴 무격에 대해서는 무세(巫稅)를 감하여주고 부역을 면제하여주었던 일도 있었다.
그리하여 왕 자신이나 궁중의 사람이 병을 얻으면 무당을 자주 불러서 이르게 하였고, 일반 민중들 역시 질병이 발생하면 무당으로 하여금 쾌유를 빌게 하였다. 이처럼 병이 발생하면 무격에 의하여 그 병을 고칠 수 있는 것으로 믿었기 때문에 무당은 그들의 사회로부터 치병의 기능을 인정받을 수 있었다.
그리하여 무당을 도성 안의 병자 구호를 주 임무로 하는 동서활인원(東西活人院)에 소속 시켜 관에서 직접 무당들을 지휘 통솔하기도 하였다. 이는 무당들을 구병 행위에 쉽게 동원하기 위한 목적에서였다.

## 참고 문헌
- 「한국과 그 이웃 나라들」, 한국의 무속신앙, 이사벨라 버드 비숍 저, 이인화 역, 살림(1996년, 437~452p)
- 「풍류도와 한국의 종교사상」, 한국의 무교문화, 유동식 저, 연세대학교출판부(1997년, 132~146p)

## 관련 영화
- 다큐멘터리 영화 <사이에서>(2006, 이창재 감독)
- 다큐멘터리 영화 <만신>(2014, 박찬경 감독)

## 같이 보기
- 샤머니즘
- 엑소시즘
- 무속신앙